# Krokodilleparadokset
Krokodilleparadokset er et determinismeparadoks fra oldtiden. Paradokset lyder:
En mor er ude at gå tur med sit barn ved en flod. En krokodille springer op af vandet og tager barnet for at æde det.
Krokodillen siger til moderen at hun kan få sit barn igen, hvis hun korrekt kan forudsige hvad den vil gøre med barnet.
Moderen siger: "Du vil æde mit barn."
Hvis krokodillen æder barnet vil krokodillen skulle give barnet tilbage. Hvis krokodillen ikke æder barnet, så skal barnet ædes. Dette er et klassisk eksempel på et kontradiktivt paradoks. Det er altså umuligt at forudse, hvad der sker, fordi forudsigelsen påvirker resultatet.
Historien ender ofte med at krokodillen bliver forvirret, giver barnet tilbage og løber sin vej.